# 慕容歸
慕容归，昌黎棘城（今辽宁省义县西北）人，后燕宗室，世系不详。
慕容归在后燕末年担任平州刺史，402年五月，高句丽对宿军城（今辽宁省北镇市）发动进攻，慕容归放弃城池逃走，辽东郡（治今辽宁省辽阳市）、玄菟郡（治今辽宁省沈阳市浑南区东北）从此就落于高句丽之手，直到二百多年后，唐朝灭亡高句丽。407年，后燕天王慕容熙被杀，慕容云即位，恢复原名高云，建立北燕政权。408年，北燕天王高云封慕容归为辽东公，让他主管慕容燕帝室宗庙的祭祀。